# Gereformeerde kerk (Tweede Exloërmond)
De voormalige gereformeerde kerk in Tweede Exloërmond werd gebouwd in 1908. Er worden tegenwoordig geen kerkdiensten meer gehouden.

## Beschrijving
De kerk werd in 1908 gebouwd door de veenkoloniale architect Klaas Prummel. Het was de eerste van de twee kerken die hij in de Tweede Exloërmond ontwierp. Het ontwerp van de gereformeerde kerk dateert uit de beginperiode van de werkperiode van Prummel als architect. Hij ontwierp in die periode gebouwen in zogenaamde neobouwstijlen. Bij de vormgeving van deze zaalkerk heeft hij gebruikgemaakt van een eclectische combinatie van neogotische vormen en een aan de neorenaissance verwante detaillering. De torenspits is waarschijnlijk in een latere periode, omstreeks 1920, geplaatst. De entree bevindt zich in het midden van de symmetrisch vormgegeven voorgevel. Boven de deur een bovenlicht in de vorm van een spitsboog, ter weerszijden van de ingang spitsboogramen. Boven de entree is het jaartal van het bouwjaar 1908 aangebracht onder twee rondboogvensters in een spitsboogvormige nis. Ter weerszijden hiervan klimmende blinde spitsboogvormige nissen. De geveltop wordt bekroond met het later aangebrachte torentje. De vensters zijn gedecoreerd met een wit geschilderde gietijzeren tracering. De vensters, nissen en de entree worden omlijst met wisselend rood en geel gekleurde baksteen. Witte sluit- en aanzetstenen en de speklagen in de voorgevel fungeren eveneens als decoratieve elementen. De linkerzijgevel en een deel van de achtergevel zijn gemaakt van blokpleisterwerk, voor het overige geveldelen zijn bakstenen gebruikt.
Het kerkgebouw is erkend als een provinciaal monument onder meer vanwege de cultuurhistorische, de architectuurhistorische en de stedenbouwkundige waarde. Het is een voorbeeld van een Waterstaatskerk gebouwd met neorenaissancistische kenmerken in een veenkoloniale lintbebouwing. Ook de mate van gaafheid en zeldzaamheid speelden een rol bij de aanwijzing tot provinciaal monument.

## Nieuwe bestemming
De kerk wordt sinds 2002 niet meer gebruikt voor het houden van erediensten. De protestantse kerk van Tweede Exloërmond maakt gebruik van de in 1938 gebouwde hervormde kerk, die eveneens aan het Zuiderdiep is gelegen. De voormalige gereformeerde kerk werd nadien verkocht aan een particuliere muziekschool, die in januari 2012 begon met de verbouw tot een multifunctionele accommodatie voor culturele en maatschappelijke activiteiten.